# Bogöl (Hallingebergs socken, Småland)
Bogöl är en sjö i Västerviks kommun i Småland och ingår i Botorpsströmmens huvudavrinningsområde. Sjön är 10 meter djup, har en yta på 0,132 kvadratkilometer och är belägen 94,1 meter över havet. Vid provfiske har abborre, gers, gädda och mört fångats i sjön.

## Delavrinningsområde
Bogöl ingår i det delavrinningsområde (639339-152798) som SMHI kallar för Utloppet av Långsjön. Medelhöjden är 80 meter över havet och ytan är 93,74 kvadratkilometer. Räknas de 24 avrinningsområdena uppströms in blir den ackumulerade arean 466,94 kvadratkilometer. Avrinningsområdets utflöde Botorpsströmmen (Tynnsån) mynnar i havet. Avrinningsområdet består mestadels av skog (72 procent). Avrinningsområdet har 9,42 kvadratkilometer vattenytor vilket ger det en sjöprocent på 10 procent.